# Éperons du sacre

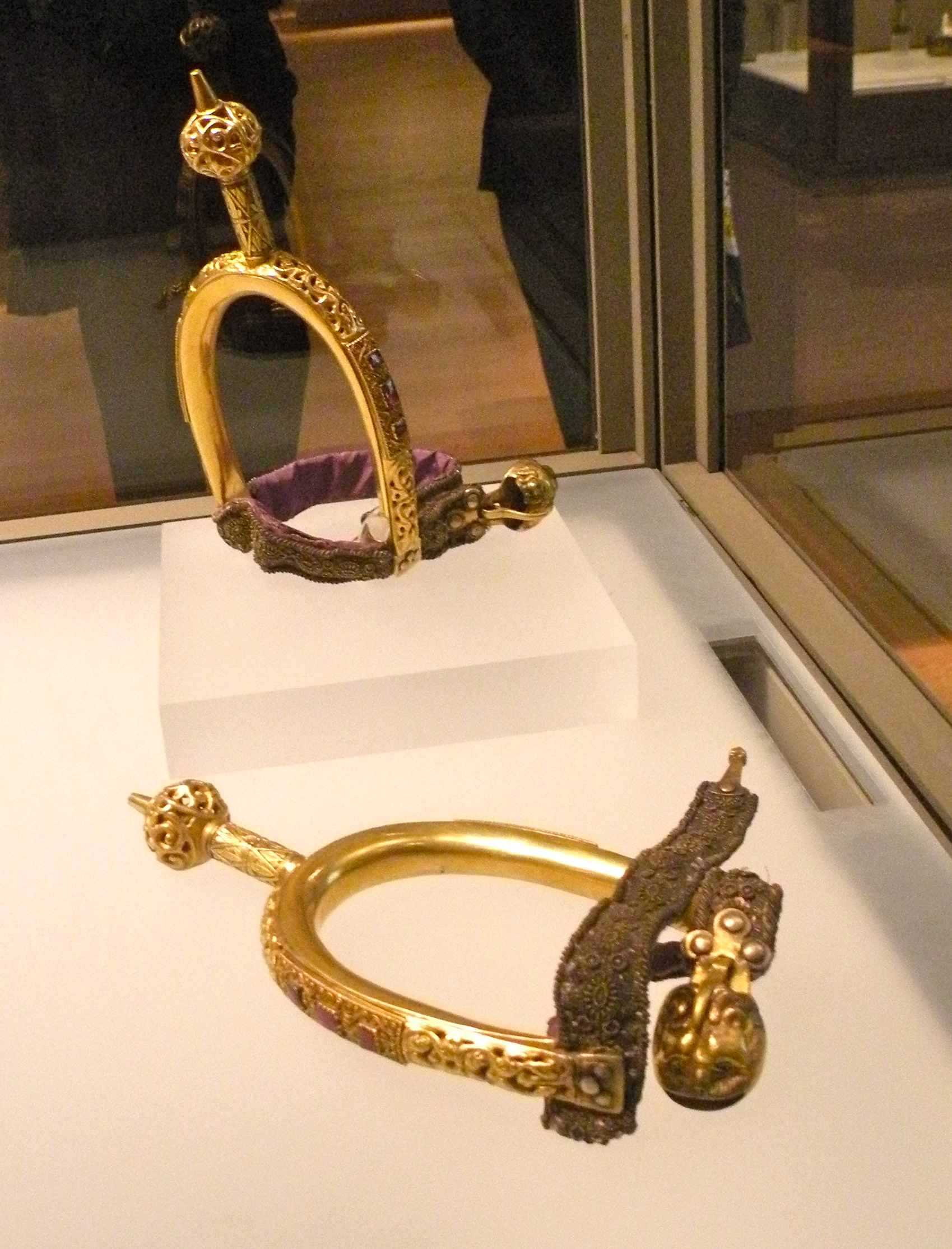
Les éperons du sacre.

Les éperons du sacre sont une paire d'éperons d'or qui étaient remis au roi de France au cours de son sacre, tradition issue du Moyen Âge qui rappelait la nature de chevalier du roi. 
Originellement rangés, comme les autres regalia, dans le trésor de l'abbaye de Saint-Denis, les éperons du sacre des rois de France se trouvent actuellement au musée du Louvre.

## Histoire

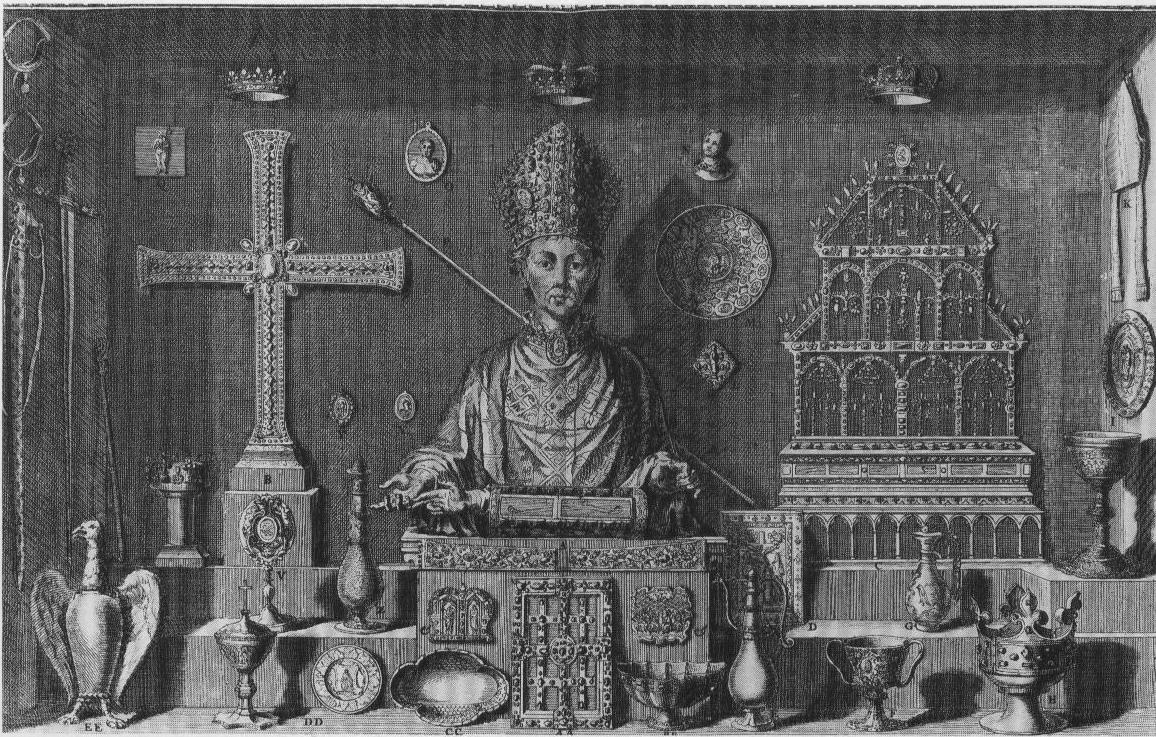
Une des armoires du trésor de Saint-Denis avec les éperons du sacre en haut à gauche - Gravure de Dom Félibien, 1706.

La légende dit qu'ils auraient appartenu à Charlemagne et ils furent d'ailleurs longtemps connus, dans les inventaires officiels tout au long de l'Ancien Régime, sous le nom d'« éperons de Charlemagne » mais les estimations actuelles placent plutôt leur création, pour les parties les plus anciennes, au cours de la seconde moitié du XIIe siècle.
Le trésor de l'abbaye royale de S. Denis en France (imprimerie J. Chardon) nous indique, dans l'inventaire qu'il dresse du trésor, que les éperons étaient rangés dans la quatrième des sept armoires du trésor.
Épargnés lors de la révolution française, les éperons du sacre des rois de France se trouvent actuellement au musée du Louvre.

## Les Éperons lors de la cérémonie du Sacre
La partie de la cérémonie comprenant la remise des Éperons avait lieu après la prise de serment du roi, lors du rituel de chevalerie. 
Ce n'était pas un adoubement à proprement parler, car le roi pouvait être armé chevalier avant d'arriver à Reims comme Louis IX ou bien, comme Louis XI et Charles VIII, dans la cathédrale mais indépendamment du sacre. Différents éléments, symboles de chevalerie, sont remis au roi : les souliers, l'épée et les éperons. Le duc de Bourgogne (plus tard un grand seigneur) était ainsi celui qui portait et présentait les éperons d'or au roi pendant la cérémonie du sacre avant que l'archevêque de Reims lui remette l'épée.
Ce rituel de chevalerie était suivi par l'onction puis par la remise des insignes royaux.

## Description
Les éperons, composés d'or, de cuivre, de grenat et de tissu, datent, suivant leurs parties, de la seconde moitié du XIIe, du XVIe  et du  XIXe siècles, ayant subi des modifications et embellissements au cours des siècles, certaines parties (celles en tissu en particulier) ayant dû être remplacés à plusieurs reprises.